# Nadeș
Nadeș (węg. Szásznádas) – wieś w Rumunii, w okręgu Marusza, w gminie Nadeș. W 2011 roku liczyła 1207 mieszkańców.